# Demetrio e Polibio
Demetrio e Polibio és una òpera en dos actes composta per Gioachino Rossini sobre un llibret italià de Vincenza Viganò Mombelli. S'estrenà al Teatro Valle de Roma el 18 de maig de 1812.
Va ser el primer intent de Rossini de fer una òpera a gran escala, durant la seva època d'estudiant a l'Acadèmia Filharmònica de Bolonya el 1806. Va ser encarregada pel tenor Domenico Mombelli i la seva esposa, Vincenza Viganò, en va fer el llibret. Es va representar en privat pel mateix Mombelli i les seves dues filles, en una actuació en la qual Rossini no va assistir. Per aquest motiu no es considera la primera posada en escena d'una òpera seva.
La trama transcorre al segle ii aC a l'Imperi Part. El rei dels parts, Polibio, ha criat com a fill seu el jove Siveno i, coneixent l'amor que aquest sent per la seva filla Lisinga, està disposat a casar-los. No obstant això apareix l'ambaixador de Síria que exigeix la restitució de Siveno al seu país d'origen. L'ambaixador és en realitat el rei de Síria, i Siveno el seu fill. Per recuperar-lo decideix raptar-lo, però finalment s'apodera de Lisinga. Després de diverses renyines i confusions, tot acaba amb la reconciliació dels dos reis i l'idil·li dels amants.

## Origen i context
Demetrio e Polibio va ser la primera òpera de Rossini, escrita durant la seva adolescència, però no estrenada en condicions fins al 1812, quan ja tenia vint anys i ja havia compost quatre òperes. Rossini només tenia catorze anys quan va compondre aquesta òpera i només llavors començava a estudiar seriosament el contrapunt al Conservatori de Bolonya.
Les primeres parts de l'obra les va començar el 1806 Rossini, amb gairebé quinze anys.:6 Rossini s'acabava d'inscriure al Liceo Musicale de Bolonya, acabat de crear feia dos anys pel pare Martini. Allà va rebre classes de piano i violoncel de Vincenzo Cavedagna, i posteriorment contrapunt d'Angelo Tesei, un alumne de Stanislao Mattei, que finalment també acabaria sent un dels seus professors més qualificats. Al Liceo va estudiar intensament i amb passió les obres de Haydn i Mozart, fet que li va permetre millorar les seves nocions de llenguatge musical. En aquell moment aquest era l'únic lloc d'Itàlia on es podien trobar les partitures dels dos músics alemanys. En aquesta època se'l coneixia amb el sobrenom de «il tedeschino» ('el petit alemany'). També fou acceptat com a cantor a l'Acadèmia i allí coneix a Isabella Colbran, cantant lírica que el sobrepassava en edat, amb la qual contragué matrimoni uns anys més tard i de la qual se separà el 1830.
El seu nom no apareix en els registres de les classes de violoncel, piano i contrapunt al Liceo de Bolonya des de mitjans de desembre de 1807 fins a mitjans de març 1808. El 1808 va ser un any intens per al jove compositor. Tot i tenir 16 anys aleshores, Rossini va completar la Sinfonia al Conventello per a orquestra el 1808 per ser interpretada a la finca del seu amic i mecenes Agostino Triossi. Aquesta obra mostra molts indicis primerencs dels motius musicals. Triossi era contrabaixista amateur i presumiblement Rossini va escriure per a ell la Grand'overtura obbligata a contrabbasso durant els seus anys d'estudiant Bolonya. En canvi, sí que se sap del cert que les Sonates per a cordes van ser compostes per a ell. Es va presentar al públic per primera vegada l'11 d'agost interpretant ell mateix la cantata Il pianto d'armonia sulla morte di Orfeo al Liceo Musical de Bolonya, adaptació d'un text del pare Girolamo Ruggia. Tot i ser un assaig de fi de curs i, per tant, un exercici escolar, és una de les seves primeres obres importants. El 28 d'agost va compondre Sinfonia a più strumenti obbligati i Sinfonia concertata per al concert de fi de curs del Liceo. Durant els seus anys a Bolonya, se li van estrenar almenys dues obres sagrades: la missa de Ravenna i la missa de Milà (anomenada així pel lloc on van ser escrites, o almenys descobertes).

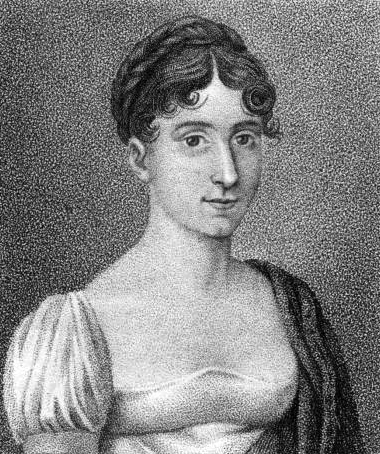
Ester Mombelli, creadora del paper de Lisigna

El mateix compositor va fer a Ferdinand Hiller el 1856 (44 anys després de la primera representació de l'òpera) unes declaracions sobre la seva obra. Rossini va començar a compondre Demetrio e Polibio gairebé per diversió (almenys això deia). No se sap quant va trigar a completar l'obra, que probablement va escriure entre els anys 1806 i 1809. Va ser una col·laboració amb la família de Domenico Mombelli, tenor, organista i compositor, i un dels primers que va creure en el talent de Rossini tot oferint-li l'oportunitat d'un debut tan sorprenent que va convertir el músic de Pesaro en un dels exemples més interessants de precocitat musical. L'autor del llibret va ser precisament la seva dona, Vincenza Viganò, que va escriure el text per a aquest dramma serio en dos actes. Es va fer bon amic del tenor i de les seves dues filles Ester i Marianna Mombelli, per a les quals va escriure la cantata La morte di Didone. Rossini va rebre a poc a poc les peces individuals i les va compondre per separat.:18 Es va completar abans de 1810, convertint-se en la primera òpera composta per Rossini. Segons la seva pròpia declaració, no tenia ni idea que es convertiria en una òpera.:34
Un cop musicat, el llibret va romandre guardat als baguls dels Mombellis fins que Rossini va tenir la fama suficient per justificar l'aparició del seu treball.

## Argument
Siveno, un jove, viu a la cort de Polibio, rei dels Parts, i es creu que és el fill d'un dels seus antics ministres. En realitat, però, és fill de Demetrio, rei de Síria. Quan aquest últim havia perdut temporalment el seu poder i la seva família, el seu fill havia estat rescatat per un servent de Demetrio, ara difunt, i portat en secret a la cort de Polibio sense dir al noi ni a ningú la seva veritable. Siveno s'enamora de Lisinga, la filla de Polibio. Poc abans de concloure's el matrimoni, Demetrio, que mentrestant ha recuperat el control de Síria, apareix disfressat d'ambaixador del rei sirià sota el nom d'Eumene. Demana que Polibio lliuri Siveno, però això és rebutjat. Quan Eumene troba a Lisinga sola a la cambra nupcial en lloc del seu fill, la segresta com a moneda de canvi. Quan s'intercanvien els nuvis, Eumene (Demetrio) es revela a Siveno com el seu pare. Mentrestant, però, Lisinga ha convocat una força part a les armes per matar Eumene. Siveno ho evita a l'últim moment. Llavors Eumene es revela a tothom com Demetrio, rei dels sirians, i fa les paus amb Polibio. Ara la jove parella per fi pot començar una vida feliç i despreocupada.
El següent argument es basa en el llibret de la versió original de 1812. En versions posteriors hi ha escenes addicionals amb Almira/Olmira, una de les confidents de Lisinga, i Onao, un dels seguidors de Polibio.

### Acte I
Sala d'audiències amb un tron al costat
Escena 1. Envoltat pels líders de l'Imperi Part i els guàrdies, Siveno s'asseu als peus de Polibio. Polibio estima Siveno com el seu propi fill, ja que no en té cap. Siveno li jura la seva lleialtat (duet Polibio/Siveno: Mio figlio non sei). El seu matrimoni amb la filla de Polibio, Lisinga, és imminent (l'ària de Siveno: Pien di contento il seno).
Escena 2. El suposat ambaixador Eumene (en realitat el mateix rei sirià Demetrio) s'acosta amb el seu seguici davant del tron, on Polibio, mentrestant, s'ha assegut, i l'obsequia amb diversos obsequis. Eumene demana a Polibio que li doni el jove Siveno, que es va criar a la cort part. Aquest és l'únic fill de Minteo, un amic íntim del seu rei, que ja no pot prescindir d'ell. Polibio no vol separar-se de Siveno i es nega. Es produeix una amarga discussió (duet Polibio/Eumene: Non cimentar lo sdegno). Tots dos se'n van amb ira.
Magnífic temple amb un altar al mig i un tron al costat
Escena 3. Entren Siveno, Polibio, sacerdots i gent. Siveno declara la seva alegria pel proper casament amb Lisinga. Polibio puja al tron (cor: Nobil gentil donzella). Lisinga s'uneix a ells i passa davant de l'altar juntament amb Siveno (l'ària de Lisinga: Alla pompa già m'appresso). Juren amor etern (duet Lisinga/Siveno: Questo cor ti giura amore). Polibio està content pels dos, però després expressa la seva preocupació pel comportament de l'ambaixador sirià. Siveno declara que continuarà al seu costat i, si cal, vol protegir els seus drets en la batalla. Lisinga vol ajudar-lo (tercet Lisinga/Siveno/Polibio: Semper teco ognor contenta).
Gran plaça amb vista al palau reial
Escena 4. Eumene s'acosta amb cautela al castell amb el seu seguici (cor: Andiamo taciti). Suborna els guàrdies i criats parts per poder entrar al castell i segrestar Siveno (ària d'Eumene amb cor: All'alta impresa tutti).
Gabinet reial amb una alcova i un sofà; Nit
Escena 5. Lisinga s'ha assegut cansada al sofà (l'ària de Lisinga: Mi scende sull'alma). Eumene entra a la sala per una porta lateral amb homes armats i portadors de torxes. No hi troba Siveno, però se suposa que Lisinga és el seu ostatge. Lisinga demana ajuda i implora en va pietat (Final I: Ohimè, crudel, che tenti). Polivio i Siveno han escoltat les seves trucades i s'han acostat. Per aturar-los, Eumene incendia l'habitació. Lisanga és arrossegada.

### Acte II
Gabinet Reial
Escena 1. El cor canta el dolor del rei (cor: Ah che la doglia amara). Polibio plora la pèrdua de la seva filla (Ària Polibio: Come sperar riposo). Siveno demana que el traïdor sigui perseguit.
Zona rural propera al poble
Escena 2. Eumene fa entrar la captiva Lisinga. Li assegura que no té res a témer perquè estima Siveno i, per tant, també la seva dona. Ara s'han trobat amb Siveno i Polibio. Es produeix una baralla. Eumene amenaça de matar la Lisa. A canvi, Polibio declara que preferiria apunyalar Siveno. (Quartet: Donami omai Siveno). Aleshores Eumene descobreix un medalló al coll de Siveno i s'adona que aquest és el seu fill. Acaba la lluita i tothom es reconcilia (Figlio/a qual gioja io provo). Però quan Eumene truca a Siveno perquè torni amb ell a la seva terra natal, hi ha un altre argument (All'armi, o Fidi miei). Lisinga i Siveno estan separats per la força. Polibio se'n va amb la seva filla. Siveno es llança desconsolat sobre una roca.
Escena 3. Eumene es revela al seu fill i l'assenyala el medalló. Siveno està alleujat, però demana al seu pare que li torni la seva estimada (l'ària de Siveno: Perdon ti chiedo, o padre).
Sala d'audiències amb taula i cadires
Escena 4. Lisinga crida a Polibio i als grans de l'imperi a venjar-se del segrestador Sivenos (l'ària de Lisinga amb cor: Superbo! ah tu vedrai).
Campament amb vista a la ciutat
Escena 5. Eumene surt de la seva tenda. Es culpa a si mateix de cedir a les súpliques del seu fill i deixar-lo marxar (ària d'Eumene amb cor: Lungi dal figlio amato). Lisanga apareix amb la seva gent. Derroten Eumene. Abans que Lisinga pugui matar-lo, Siveno apareix i intervé per protegir el seu pare. Eumene està content que el seu fill finalment l'hagi escollit. Ell dona la seva benedicció a Lisinga i Siveno. El cor celebra la felicitat que ara descendirà sobre Pèrsia i Síria.
Escena 6. Mentre tothom es disposa a marxar per anar amb el rei, apareix Polibio amb el seu seguici (cor: Festosi al re si vada). Al principi se sorprèn de veure Siveno pacíficament amb el seu enemic. Eumene ara s'identifica oficialment com el rei sirià Demetrio i el pare Sivenos i dona la mà a Polibio com a amistat. L'òpera acaba amb un cor general d'alegria (tutti i cor: Quai moti al cor io sento).

## Representacions
Demetrio e Polibio finalment, després d'un assaig de Mombelli sota la direcció de l'empresari Rambaldi, va ser posada en escena al Teatro Valle de Roma el 18 de maig de 1812. Domenico va cantar el paper de Demetrio, mentre que les seves dues filles, Ester i Marianna, van fer els papers de Lisinga i Siveno. El baix Lodovico Olivieri, amic de la família, va encarnar el Polibio. i el trio Mombelli. Demetrio e Polibio ja no estava en la ment de l'autor quan es va estrenar i el més probable és que Rossini no hi fos present.:34
L'èxit a Roma, va propiciar l'aprovació del difícil públic milanès, al qual es va presentar per primera vegada el 27 de juliol de 1813 al Teatro Carcano. Després, els Mombelli varen mantenir l'òpera en circulació durant alguns anys, però sense gaire èxit. En les dècades següents, l'obra es va representar a diferents teatres d'òpera italians, com ara el 1814 a Bolonya, el 1815 a Pàdua, el 1817 al Teatre San Benedetto de Venècia, el 1818 a Palerm, el 1829 al Teatro alla Scala de Milà i el 1838 al Teatre del Fondo de Nàpols. També hi va haver actuacions a Viena, Dresden i Múnic fins al 1820.:424
A causa de les òperes posteriors de Rossini, que eren més atractives per als teatres d'òpera, l'obra va caure posteriorment en gran part en l'oblit. Probablement, no es va tornar a representar fins al 1979 a la petita ciutat toscana de Barga. El 1992 hi va haver un concert a Martina Franca, :8 i el 2010 es va tocar al Rossini Opera Festival de Pesaro, amb un elenc de joves intèrprets. El 2016, Demetrio e Polibio es va representar com a part del Festival Rossini a Wildbad. Deutschlandradio Kultur va emetre una gravació de l'actuació.

## Estructura musical
- Simfonia

### Acte I
- N. 1 - Introducció Mio figlio non sei (Polibio, Siveno)
- N. 2 - Ària Siveno Pien di contento in seno
- N. 3 - Duet Polibio i Eumene Non cimentar lo sdegno
- N. 4 - Cor i Cavatina Lisinga Nobil gentil donzella - Alla pompa già m'appresso
- N. 5 - Duet Lisinga i Siveno Questo cor ti giura amore
- N. 6 - Tercet Lisinga, Siveno e Polibio Sempre teco ognor contenta
- N. 7 - Cor i Ària Eumene Andiam taciti - All'alta impresa tutti (Coro, Eumene)
- N. 8 - Final I Mi scende sull'alma - Ohimè, crudel, che tenti (Lisinga, Eumene, Siveno, Polibio, Coro)

### Acte II
- N. 9 - Cor i Ària Polibio Ah che la doglia amara - Come sperar riposo (Coro, Polibio, Siveno)
- N. 10 - Quartet Donami ormai Siveno (Eumene, Polibio, Lisinga, Siveno)
- N. 11 - Ària Siveno Perdon ti chiedo, o padre (Siveno, Eumene)
- N. 12 - Ària Lisinga Superbo, ah! Tu vedrai (Lisinga, Coro)
- N. 13 - Final II Lungi dal figlio amato - Festosi al re si vada - Quai moti al cor io sento (Eumene, Coro, Lisinga, Siveno, Polibio)

## Anàlisi musical
Demetrio e Polibio és una òpera seriosa típica de l'època daurada del segle xviii. El seu avanç radica en les millores realitzades en el conjunt, la part concertant i les conclusions de cada acte, superant amb escreix a la clàssica òpera seriosa metastasiana, la qual es caracteritzava per la seva concepció recitatiu-ària. La presència d'un cor, amb un deix evocador de Gluck, li atorga a l'òpera un toc més pioner, mentre que la participació del cor en quatre números, dos per acte, i en cinc àries, el converteix en un ingredient imprescindible de la dramatúrgia.

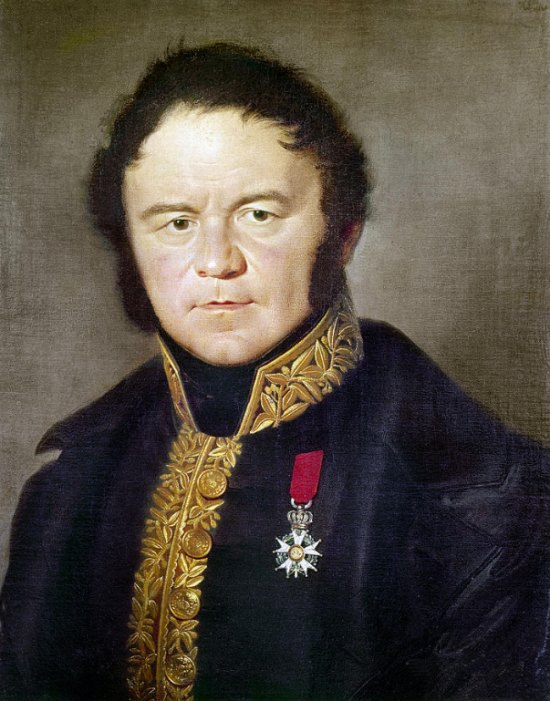
L'escriptor francès Stendhal, admirador de Rossini.

L'òpera va ser molt apreciada per Stendhal, que la va veure a Como. Stendhal va lloar les "cantilenes sublims" i la "gràcia i modèstia dels acompanyaments" en aquesta obra juvenil de Rossini.:35:122 No obstant això, conté poques escenes dramàtiques. Aquestes serien al final de l'Acte I i el quartet Donami omai Siveno (Acte II, Escena 2),:7 dels quals Stendhal va dir entusiasmat: "Aquesta peça és insuperable. Si Rossini hagués escrit només aquell quartet, Mozart i Cimarosa l'haurien reconegut com el seu igual. Per exemple, hi ha una facilitat de desenvolupament en el que en pintura es coneix com a fait avec rien, que mai vaig descobrir a Mozart.:121 Richard Osborne assenyala específicament la "melodia encantadora del Padre, qual gioia prova de Lisinga de l'Andante giusto" i el "cromatisme urgent al començament d'aquest moviment". :151
La peça més reeixida de l'òpera, però, és el duet amorós de Lisinga i Siveno Questo cor ti giura amore (Acte I, escena 3), que Rossini va reutilitzar més tard diverses vegades:7:152 i sobre el qual Stendhal va escriure: "És impossible descriure l'amor amb més gràcia i menys tristesa.”:122
Un o dos números de l'òpera poden haver estat encarregats pel mateix Mombelli. La cavatina d'Eumene Presenta in questi doni (Acte I, escena 2, no inclosa en el llibret de la versió de 1812) i l'ària de Siveno Perdon ti chiedo, o padre (Acte II, escena 3) així com els recitatius.:7
Rossini va reutilitzar algunes peces de la música en obres posteriors. Per exemple, l'inici i el final del quartet apareixen en el quintet de l'acte II de L'equivoco stravagante. :27 Altres manlleus es poden trobar a La pietra del paragone,:36 Ciro a Babilonia:160 i Il signor Bruschino (el duet amorós Florville/Sofia Quanto è dolce a un alma amante).:28

## Enregistraments
| Any  | Elenc: Polibio, Lisinga, Siveno, Demetrio                                 | Director, Orquestra i Cor | Segell                                                                        |
| ---- | ------------------------------------------------------------------------- | --- | ----------------------------------------------------------------------------- |
| 1979 | Aldo Bramante, Cecilia Valdenassi, Benedetta Pecchioli, Giandomenico Bisi | Bruno Rigacci, Orchestra Giovanile Internazionale di Opera Barga i Coro «Guido Monaco» di Prato (Enregistrament en viu al Festival di Barga), 27 de juliol)            | LP: Bongiovanni GB 2001/2002 Àudio casset: Charles Handelman Live Opera 03627 |
| 1992 | Giorgio Surjan, Christine Weidinger, Sara Mingardo, Dalmacio González     | Massimiliano Carraro, Graz Symphony Orchestra i Sluk Chamber Choir di Bratislava (Enregistrament en viu al Festival della Valle d'Itria, Martina Franca, 27 de juliol) | Àudio CD: Dynamic CDS 171/1-2                                                 |
| 1996 | Pietro Spagnoli, Maria Costanza Nocentini, Sonia Ganassi, Aldo Bertolo    | Giuliano Carella, Orchestra ignota (Enregistrament en viu a Dordrecht, 8 de setembre)                                                                                  | Àudio CD: Lyric Distribution Incorporated ALD 4085                            |